# جروم سیکورا
جروم سیکورا (انگلیسی: Jérôme Sykora؛ زادهٔ ۱۴ آوریل ۱۹۷۱) بازیکن فوتبال اهل فرانسه است.
از باشگاه‌هایی که در آن بازی کرده‌است می‌توان به باشگاه ورزشی ناسیونال و باشگاه ورزشی مون‌پلیه اشاره کرد.